# Miss World 2005
| Data:                | 10 grudnia 2005                       |
| Kraj:                | Chiny                                 |
| Miasto:              | Sanya                                 |
| Gala finałowa:       | Crown of Beauty Theatre               |
| Liczba uczestniczek: | 102                                   |
| Zwyciężczyni:        | Unnur Birna Vilhjálmsdóttir, Islandia |
| Poprzedniczka:       | María Julia Mantilla García, Peru     |
| Następczyni:         | Tatana Kucharova, Czechy              |
| -------------------- | ------------------------------------- |

Miss World 2005 – były to 55. wybory najpiękniejszej mieszkanki świata. Konkurs odbył się 10 grudnia 2005 r. w Crown of Beauty Theatre w Sanya, w Chinach. Miss World 2004 – María Julia Mantilla García z Peru przekazała koronę Unnur Birnie Vilhjálmsdóttir, reprezentującej Islandię. O koronę i tytuł Miss World walczyły 102 uczestniczki z całego świata. Jury konkursu wybrało 6 „Regionalnych Królów Piękności” z 15 półfinalistek; 12 półfinalistek wybrali widzowie, pozostałe 3 zostały wyłonione w minikonkursach (tzw. fast track).

## Jury konkursu
- Julia Morley – prezes organizacji Miss World
- Denise Perrier – Miss World 1953 z Francji
- Ann Sydney – Miss World 1964 z Wielkiej Brytanii
- Lucia Tavares Petterle – Miss World 1971 z Brazylii
- Wilnelia Merced – Miss World 1975 z Portoryko
- Mariasela Álvarez – Miss World 1982 z Dominikany
- Julija Kuroczkina – Miss World 1992 z Rosji
- Diana Hayden – Miss World 1997 z Indii
- Agbani Darego – Miss World 2001 z Nigerii
- Azra Akin – Miss World 2002 z Turcji

## Wyniki

### Miejsca
| Wyniki finału   | Uczestniczka/Uczestniczki |
| --------------- | --- |
| Miss World 2005 | - Islandia – Unnur Birna Vilhjálmsdóttir |
| 1. wicemiss     | - Meksyk – Dafne Molina |
| 2. wicemiss     | - Portoryko – Ingrid Marie Rivera |
| Finalistki      | - Korea Południowa – Oh Eun-young - Tanzania – Nancy Sumari - Włochy – Sofia Bruscoli |
| Półfinalistki   | - Wyspy Dziewicze Stanów Zjednoczonych – Kmisha Counts - Filipiny – Carlene Aguilar - Hiszpania – Mireia Verdú - Indie – Sindhura Gadde - Irlandia Północna – Lucy Evangelista - Jamajka – Terri-Karelle Griffith - Kanada – Ramona Amiri - Południowa Afryka – Dhiveja Sundrum - Rosja – Yulia Ivanova |

### Regionalne Królowe Piękności
| Kontynent         | Uczestniczka                             |
| ----------------- | ---------------------------------------- |
| Azja i Pacyfik    | - Korea Południowa – Oh Eun-young        |
| Europa Północna   | - Islandia – Unnur Birna Vilhjálmsdóttir |
| Europa Południowa | - Włochy – Sofia Bruscoli                |
| Karaiby           | - Portoryko – Ingrid Marie Rivera        |
| Ameryki           | - Meksyk – Dafne Molina                  |
| Afryka            | - Tanzania – Nancy Sumari                |

## Minikonkursy gwarantujące miejsce w półfinale –fast track

### Miss Plaży
- Zwyciężczyni: Rosja
- 1. wicemiss: Mołdawia
- 2. wicemiss: Meksyk
- Finalistki: Islandia, Kanada
- Półfinalistki: Brazylia, Filipiny, Hongkong, Jamajka, Kenia, Kostaryka, Liban, Nowa Zelandia, Salwador, Słowenia, RPA, Trynidad i Tobago, Walia, Włochy

### Miss Talentu
- Zwyciężczyni: Wyspy Dziewicze Stanów Zjednoczonych
- Finalistki: Czechy, Kanada, Japonia, Włochy
- Półfinalistki:
  - Najlepszy występ w kategorii śpiew: (1) Wyspy Dziewicze Stanów Zjednoczonych, (2) Grecja, (3) Słowenia
  - Najbardziej oryginalny występ: (1) Włochy, (2) Korea, (3) (remis) Kostaryka i Uganda
  - Najlepszy występ w kategorii taniec tradycyjny: (1) Kanada, (2) Szkocja, (3) Chiny
  - Najlepszy występ muzyczny: (1) Japonia, (2) Bułgaria, (3) Trynidad i Tobago
  - Najlepszy występ taneczny: (1) Czechy, (2) Jamajka, (3) Islandia

### Piękno z przesłaniem
- Zwyciężczyni: Oh Eun-young (Korea)

### Miss Sportu
- Zwycięzca: Azja i Pacyfik
  - 2. miejsce: Karaiby
  - 3. miejsce: Europa Południowa

^ Nagroda za ten konkurs była przyznawana dla grupy (regionu), a nie dla każdej uczestniczki.

## Nagrody specjalne
- Najlepszy projektant sukienki: Hande Subasi (Turcja)

## Uczestniczki

### Azja i Pacyfik
- Australia – Dennae Brunow
- Chiny – Zhao Tingting
- Filipiny – Carlene Aguilar
- Hongkong – Tracy Ip
- Indie – Sindhura Gadde
- Indonezja – Lindi Cistia
- Japonia – Erina Shinohara
- Korea Południowa – Oh Eun-young
- Malezja – Emmeline Ng
- Mongolia – Khongorzul Ganbat
- Nepal – Sugarika K.C.
- Nowa Zelandia – Kay Anderson
- Singapur – Shenise Wong
- Sri Lanka – Nadeeka Pereira
- Tajlandia – Sirinda “Sindie” Jensen
- Chińskie Tajpej – Hsu Su-jung
- Wietnam – Vũ Hương Giang

### Europa Północna
- Anglia – Hammasa Kohistani
- Belgia – Tatiana Silva
- Czechy – Lucie Králová
- Dania – Trine Lundgaard
- Estonia – Laura Korgemae
- Holandia – Monique Plat
- Irlandia – Aoife Cogan
- Irlandia Północna – Lucy Evangelista
- Islandia – Unnur Birna Vilhjálmsdóttir
- Łotwa – Valerija Sevcuka
- Niemcy – Daniela Risch
- Norwegia – Helene Tråsavik
- Polska – Malwina Ratajczak
- Rosja – Yulia Ivanova
- Szkocja – Aisling Friel
- Szwajcaria – Lauriane Gilliéron
- Szwecja – Liza Berggren
- Ukraina – Yulia Pinchuk
- Walia – Claire Evans

### Europa Południowa
- Albania – Suada Sherifi
- Bośnia i Hercegowina – Sanja Tunjić
- Bułgaria – Rositsa Ivanova
- Chorwacja – Maja Cvjetković
- Cypr – Orthodoxia Moutsouri
- Francja – Cindy Fabre
- Gruzja – Salome Khelashvili
- Gibraltar – Melanie Chipolina
- Grecja – Katerina Stikoudi
- Hiszpania – Mireia Verdú
- Izrael – Keren Shacham
- Liban – Lamitta Frangieh
- Macedonia Północna – Milena Stanivuković
- Malta – Ferdine Fava
- Mołdawia – Irina Dolovova
- Portugalia – Angela María Fonseca
- Rumunia – Raluca Voina
- Serbia i Czarnogóra – Dina Janković
- Słowacja – Ivica Sláviková
- Słowenia – Sanja Grohar
- Turcja – Hande Subaşı
- Węgry – Semmi-Kis Tünde
- Włochy – Sofia Bruscoli

### Karaiby
- Wyspy Dziewicze Stanów Zjednoczonych – Kmisha Counts
- Aruba – Sarah Juddan
- Bahamy – Ordain Moss
- Barbados – Marielle Onyeche
- Dominikana – Elisa Abreu
- Gwadelupa – Merita Melyna
- Jamajka – Terri-Karelle Griffith
- Martynika – Moana Robinel
- Portoryko – Ingrid Marie Rivera
- Saint Lucia – Joy Matty
- Trynidad i Tobago – Jenna Marie Andre

### Ameryki
- Argentyna – Emilia Iannetta
- Boliwia – Viviana Méndez
- Brazylia – Patricia Reginato
- Ekwador – Marelisa Márquez
- Gujana – Jasmine Herzog
- Gwatemala – María Inés Gálvez
- Kanada – Ramona Amiri
- Kolumbia – Erika Querubín
- Kostaryka – Leonora Jiménez
- Meksyk – Dafne Molina
- Nikaragua – Valeria García
- Panama – Anna Vaprio
- Peru – Fiorella Castellaños
- Salwador – Alejandra Cárcamo
- Stany Zjednoczone – Lissette Diaz
- Urugwaj – Daniela Tambasco
- Wenezuela – Susan Carrizo

### Afryka
- Botswana – Tshegofatso Robi
- Etiopia – Seble Mekonnen
- Ghana – Inna Mariam Patty
- Kenia – Cecilia Mwangi
- Kongo – Nelly Dembo
- Liberia – Snorti Forh
- Malawi – Rachel Landson
- Mauritius – Meenakshi Shivani
- Namibia – Leefa Shiikwa
- Nigeria – Omowunmi Akinnifesi
- Południowa Afryka – Dhiveja Sundrum
- Suazi – Zinhle Magongo
- Tanzania – Nancy Sumari
- Uganda – Juliet Ankakwatsa
- Zambia – Precious Kabungo Mumbi